# Banyeres de Mariola
Banyeres de Mariola (spanisch Bañeres) ist ein Municipio in der Region Valencia in Spanien.
Die Stadt Banyeres de Mariola liegt im Norden der Provinz Alicante, in der Comarca Hoya de Alcoy am Rio Vinalopó. 2024 hatte die Gemeinde 7.307 Einwohner.
Es wird angenommen, dass der Name arabischen Ursprungs ist, Die Araber nannten die Siedlung Berirehes. Die erste urkundliche Erwähnung in historischen Aufzeichnung belegt den Namen im Jahre 1249  als Bigneres. 1261 wurde der heutige Name in der valencianischen Schreibweise Banyeres in einem Rechtsstreit mit dem Ort Bocairente erwähnt.

## Sehenswertes
- Castillo de Bañeres
- Museo Valenciano del Papel
- Museo Arqueológico Municipal
- Torre de la Font Bona
- Ermita de San Jorge
- Iglesia Parroquial de Santa María de la Misericordia
- Parque Municipal de Villa Rosario
- Fuentes (Quellen) innerhalb des Gemeindegebietes,  wie zum Beispiel: Font del Sapo, Font del Cavaller, Font del Teularet de Roc, Font de la Coveta und Font dels Brulls.

| Einwohner | 1.613 | 2.447 | 3.554 | 3.317 | 3.224 | 3.691 | 3.698 | 3.447 | 3.729 | 4.967 | 5.873 | 6.684 | 6.919 | 6.906 | 7.193 | 7.157 |